# Julia Hailes
Julia Hailes (Somerset, 1961) è una scrittrice e naturalista britannica, che nel 1988 ha pubblicato The Green Consumer Guide, best seller da un milione di copie, venduto in tutto il mondo.
Autrice di nove libri, nel 1989 fu nominata nel Global 500 Roll of Honour dell'ONU per i suoi "eccezionali risultati nel settore ambientale".

## Biografia
Cresciuta ad Ham Hill nel Somerset, frequentò le scuole a Dorset e a Calne nel Wiltshire. Insieme a John Elkington nel 1986 fondò la SustainAbility Ltd, una società di consulenza e un think tank che ha uffici a Londra, Washington e Zurigo.

Due anni più tardi pubblicò il suo primo e più fortunato libro dal titolo The Green Consumer Guide, uno dei primi testi a carattere ambientalista, che fu recensito come una raccolta di suggerimenti pratici e concreti per chi desidera apportare cambiamenti allo stile di vita proprio e altrui. Ad esso seguì nel 2007 un'edizione riveduta e ampliata, The New Green Consumer Guide.
Nel 1989 fu nominata Global 500 Roll of Honour dall'ONU per i suoi "eccezionali risultati nel settore ambientale". Qui conobbe i naturalisti svizzeri Rene Haller, fra i premiati col Global 500, e Louise Piper, insieme ai quali fondò la Haller-Releasing Potential, un'organizzazione benefica che supporta la progettazione di nuovi ecosistemi.
Direttrice dello Jupiter Global Green Investment Trust, fu inoltre membro del consiglio di amministrazione della catena di supermercati etici Out of this World, di Ecos Trust, Waste Watch, Keep Britain Tidy e del direttivo del Food Ethics Council. Fu uno dei membri fondatori di E for Good, che ha organizzato molteplice campagne di sensibilizzazione e raccolta in tema di rifiuti elettrici.
Ambientalista e attivista, ha svolto attività di consulenza in materia di sviluppo sostenibile per numerose società multinazionali, tra le quali: Marks & Spencer, Reckitt Benckiser, Morrisons, McDonald's, Shell, Numis Investment Bank e Procter & Gamble. Inoltre, tiene regolarmente discorsi e presentazioni, scrive articoli e cura un blog personale.

## Vita privata
Vive a Dorset con i tre figli: Connor, Rollo e Monty, al 2014 rispettivamente di 19, 17 e 15 anni di età.

## Riconoscimenti
- 1988: Global 500 Roll of Honour dall'ONU per i suoi "eccezionali risultati nel settore ambientale".[4]
- 1999: Ordine dell'Impero Britannico nella New Year Honours List.[4][5][non chiaro]